# جنگ جانشینی لهستان
جنگ جانشینی لهستان مجموعه نبردهایی بود که از ۱۷۳۳ تا ۱۷۳۸ در نتیجهٔ رقابت اتریش و فرانسه برای تسلط بر تاج و تخت لهستان صورت گرفت.
در سال ۱۷۳۳ پادشاه لهستان اگوست دوم درگذشت و برای تعیین جانشین او میان اعضای دیت لهستان اختلاف افتاد: اکثریت اعضا، استانیسلاو لیزینسکی را پادشاه خواندند و اقلیت مجلس مزبور به هواخواهی از منتخب ساکسونی، یعنی آگوست سوم، پسر اگوست دوم برخاست. اتریش و روسیه از منتخب ساکسونی طرفداری می‌کردند ولی فرانسه از استانیسلاس، که دخترش ماری لیزینسکی به همسری پادشاه فرانسه لوئی پانزدهم درآمده بود، پشتیبانی می‌کرد؛ اسپانیا و ساردنی (ساووای قدیم) برای اقناع جاه‌طلبی‌های شخصی خود، به کمک فرانسه وارد جنگ شدند ولی دولت انگلیس بیطرف ماند.
مراحل اولیه جنگ در لهستان صورت گرفت. روس‌ها و اتریشی‌ها پس از تصرف این سرزمین، اگوست سوم را به تخت شاهی نشاندند و معدودی از قوای فرانسه که به دانتزیگ اعزام شده بودند با وجود مقاومت و پایداری زیاد، شکست خورده تسلیم شدند. از این پس میدان نبرد به ممالک غربی یعنی آلمان و به‌خصوص ایتالیا انتقال یافت؛ قوای فرانسه و ساردنی، اتریشی‌ها را در پارما و گواستالا شکست داده ناحیهٔ میلان را گرفتند و اسپانیایی‌ها که در بی تونتو فاتح شده بودند ناپل و سیسیل را تصرف کردند.
پس از این، بنا به اصرار کاردینال د فلوری که رهبری سیاست فرانسه را به عهده داشت و طالب صلح با اتریش بود، مذاکراتی انجام گرفت که در سال ۱۷۳۸ به پیمان وین منجر شد: به موجب این پیمان، اگوست سوم به پادشاهی لهستان رسید و دوک‌نشین لورن به این شرط که پس از مرگ استانیسلاس، ضمیمه خاک فرانسه گردد، در اختیار استانیسلاس درآمد. پارما نصیب اتریش شد و دولت اتریش در مقابل شهر لمباردی را به ساردنی، و سیسیل و ناپل را به اسپانیا داد.
این صلح اساس متین و استواری نداشت و در طول چهار سال پس از آن، مقدمات برخورد و نزاع جدیدی، در دریاها و مستعمرات، میان انگلیس، اسپانیا و فرانسه و از طرف دیگر جنگ‌هایی در قاره اروپا، میان پروس و اتریش فراهم شد.

## مقدمهٔ جنگ

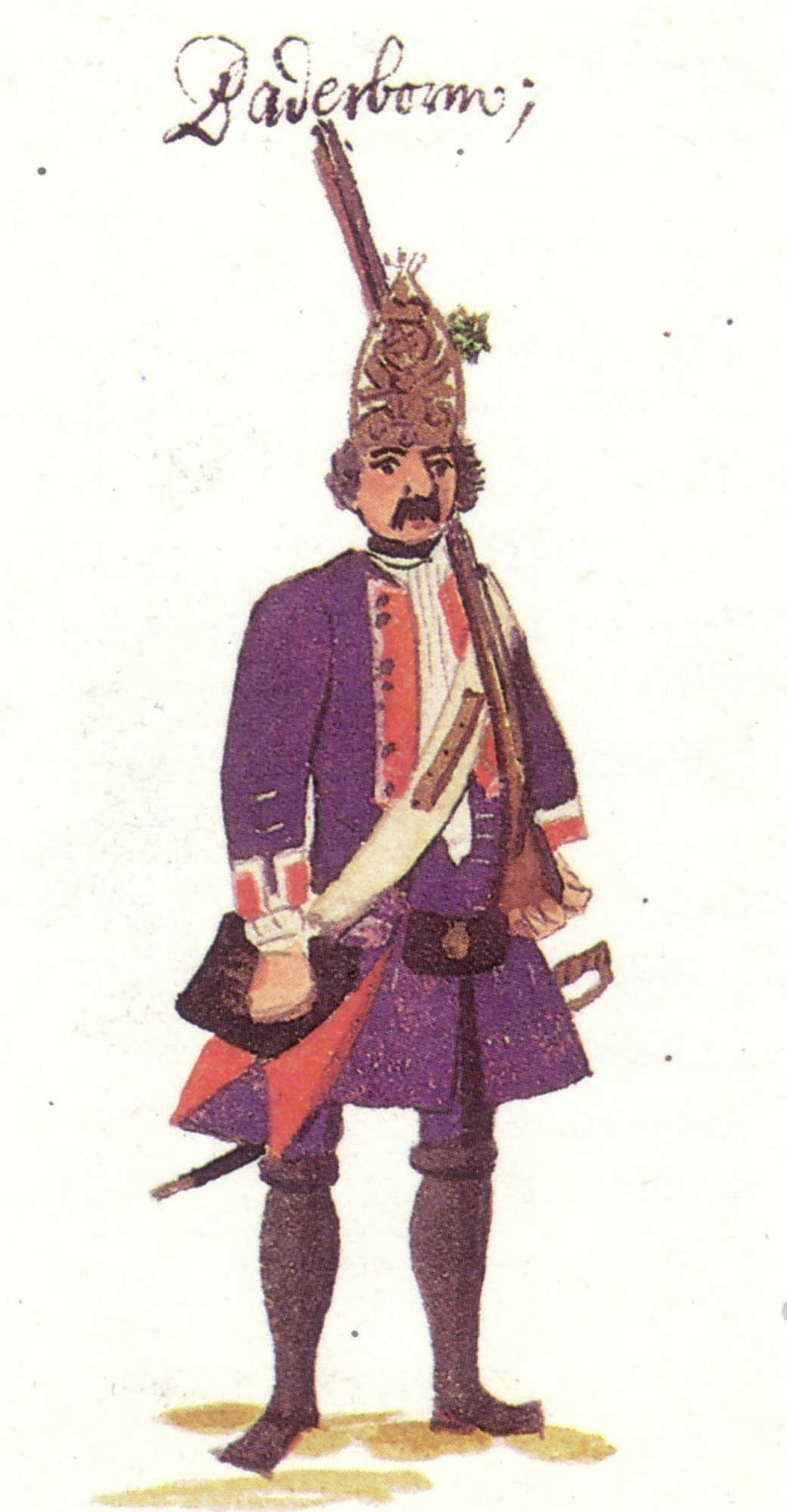
سرباز پادربورن ، از دست نوشته های گودنوس 1734، آرشیو عمومی ایالت کارلسروهه

پس از وفات آگوست دوم پادشاه لهستان در فوریه ۱۷۳۳ میلادی، سلطنت لهستان بی پادشاه ماند. دو نفر نامزد این مقام شدند: یکی آگوست سوم پسر آگوست دوم که از نزدیکان کارل ششم امپراتور مقدس روم و پادشاه اتریش و امیر انتخاب‌کننده ساکس بود. دیگر استانیسلاس لیزینسکی پدر زن لوئی پانزدهم که پس از جنگ پلتاوا از سلطنت لهستان کنار گذاشته شد. استانیسلاس با سرعت خود را به ورشو رساند و با اکثریت ۶۰ هزار رأی انتخاب شد. آگوست سوم فقط چهارهزار رأی داشت (سپتامبر ۱۷۳۳).
اما دو دولت نیرومند روسیه و اتریش طرفدار آگوست سوم بودند. روسیه نمی‌خواست شاهی در لهستان باشد که به فرانسه متکی است و اتریش هم انتظار داشت آگوست سوم از ادعا بر تاج و تخت امپراتوری مقدس روم دست بردارد. قشون روسیه و اتریش وارد لهستان شدند، استانیسلاس پس از مقاومتی مختصر در دانتزیگ محاصره شد و پس از شش ماه به زحمت بسیار توانست فرار کند و جانش را نجات دهد. (فوریه تا ژوئیه ۱۷۳۴).

## مداخله فرانسه
لوئی پانزدهم به حمایت از پدرزنش برخاست ولی دلیل او علاوه بر این، داشتن یک متحد در اروپای شرقی بود که مقابل اتریش بایستد و از آنجا که عثمانی و سوئد در سال‌های قبل ضعیف شده بودند، لهستان می‌توانست جلوی اتریش و روسیه را بگیرد.

## جنگ با امپراتور
اعزام سرباز از دریا به لهستان میسر نبود زیرا هزینه و مشکلات زیادی داشت. پس فرانسه مستقیماً به امپراتور اتریش حمله کرد و در ماه اکتبر ۱۷۳۳ میلادی اعلان جنگ داد. فرانسه با اتریش مرز مشترک نداشت و از آنجا که لشکرکشی از راه هلند باعث نگرانی انگلستان می‌شد، راهی جز ایتالیا باقی نمی‌ماند.
به دلیل این اقدام، لوئی پانزدهم با شاه ساردنی و شاه اسپانیا معاهده امضاء کرد. طبق قرارداد تورن، میلان به ساردنی و ولایت ساووا به فرانسه ملحق شد (۲۶ سپتامبر ۱۷۳۳). به موجب قرارداد خانوادگی اسکوریال (۷ نوامبر ۱۷۳۳)، قرار شد که ناپل و سیسیل به دون کارلوس، ولیعهد اسپانیا، تعلق بگیرد.
این جنگ دو سال بیش تر طول نکشید (اکتبر ۱۷۳۳- اکتبر ۱۷۳۵) در اطراف رود رن و در ایتالیا به شدت انجام شد و با وجود کمک چندین دسته لشکر روس، کارل ششم در تمام جبهه‌ها مغلوب شد. در نواحی رن، ارتش فرانسه کهل و فیلیپس بورگ (ژوئیه ۱۷۳۴) را تسخیر کرد. در ایتالیا جنگ هم در شمال یعنی دشت پو و هم در جنوب ایتالیا شعله‌ور بود. در شمال، فرانسویان میلان را به دست آورده و در حوالی پارما در گاستالا (۱۹ سپتامبر ۱۷۳۴) به پیروزی بزرگی دست یافتند. در جنوب لشکر اسپانیا به آسانی، ناپل و سیسیل را به دست آورد. (از مارس تا سپتامبر ۱۷۳۴). پس در سال ۱۷۳۵ میلادی، کارل ششم تن به شکست داد و مقدمات صلح با فرانسه را در وین آماده کرد. (۳ اکتبر ۱۷۳۵) اما صلح قطعی به دلیل حسادت و رقابت شاه ساردنی و اسپانیا تا ۳ سال به تأخیر افتاد.

## صلح وین
در مذاکرات صلح، استانیسلاو لکزینسکی ادعایش در مورد تاج و تخت لهستان را پس گرفت و آگوست سوم، دوک ساکسونی، را به رسمیت شناخت. او در عوض این کار، دوک نشین لورن را دریافت کرد که قرار شد پس از مرگش، به فرانسه برسد. او در سال ۱۷۶۶ میلادی مرد. فرانسیس استفان، دوک لورن- در عوض از دست دادن قلمرویش - دوک‌نشین بزرگ توسکانی را دریافت کرد که آخرین پادشاه آن از خاندان مدیچی، در ۱۷۳۷ درگذشته بود. همچنین، فرانسه، در این پیمان، با قانون ضامن اجرای عملی ۱۷۱۳ موافقت نمود. طبق شرط مفاد دیگر این پیمان پادشاهی ناپل و سیسیل از طرف اتریش به کارلوس سوم دوک پارما و پیاچنزا -پسر کوچکتر شاه فیلیپ پنجم اسپانیا- واگذار گردید. در عوض، کارلوس مجبور بود پارما را به اتریش واگذار نموده و از ادعایش در مورد تاج و تخت توسکانی، چشم پوشد.

## نتایج
با پایان این جنگ، سومین شعبه خاندان بوربون در ناپل به قدرت رسید. فرانسه از جانب شرق به سرحد طبیعی خود رسید و این جنگ برایش منافع بسیار به همراه داشت. اتریش، در ایتالیا بهترین قلمروهایش را از دست داد و خسارات جنگ را ادا کرد.

## پس از جنگ
با این حال مشکلات جانشینی و رقابت سیاسی در اروپا ادامه یافت تا اینکه با مرگ ناگهانی شارل ششم امپراتوری مقدس روم در ۲۰ اکتبر ۱۷۴۰ میلادی، دخترش ماری ترزا بر تخت نشست ولی شهریاران دیگر امپراتوری مقدس روم این را نپذیرفتند و به مدت هشت سال (دسامبر ۱۷۴۰-اکتبر ۱۷۴۸) با او به نبرد پرداختند.
علل جنگ میان انگلیس و اسپانیا، مسائل بازرگانی بود؛ انگلیسی‌ها به کار قاچاق با آمریکای جنوبی مشغول بودند و اسپانیائی‌ها برای جلوگیری از این عمل با آن‌ها سختگیری می‌کردند. سرانجام دولت انگلیس در سال ۱۷۳۹ اعلان جنگ داد و فرانسه به عنوان متحد اسپانیا وارد جنگ شد. در این موقع امپراتور، شارل ششم که فقط یک دختر به نام ماری ترز داشت تمام هم خود را صرف این می‌کرد که او را وارث و جانشین خود در اتریش، بوهم و هنگری نماید و این امر به وسیله فرمانی که به تصویب دیت آلمان و تأیید اغلب کشورهای اروپائی رسید، عملی شد. لیکن در سال ۱۷۴۰، یعنی هنگامی که شارل ششم درگذشت زمامداران اروپائی قول و قرار خویش را از یاد بردند و فردریک دوم، پادشاه پرومر، پیش از همه وارد جنگ شد و سیلزی را گرفت. این عمل مقدمهٔ ایجاد اتحادیه‌ای شامل پروس، ساکس، باویر، فرانسه، اسپانیا و ساردنی بود و حال آنکه اتریش، جز انگلیس و هلند متحدی نداشت.